# LivePerson
LivePerson は、オンラインメッセージングや、マーケティング、分析のためのアプリケーションを開発する、アメリカ合衆国の上場企業である。本社をニューヨークに置くLivePersonは、ウェブサイトやSNSを訪問したユーザーに対し、リアルタイムでコミュニケーションを行えるようにするメッセージングプラットフォーム LiveEngageの開発元として良く知られている。

## 歴史
LivePersonは1995年に、オンラインでの悲惨なカスタマーサービスを体験したロバート・ロカシオによって設立された。
2000年の4月にはNASDAQで新規株式公開を行い、2011年3月にはテルアビブ証券取引所での取引が開始され、TA-100 IndexとTA BlueTech-50 Indexの構成銘柄となった。
2004年の5月、LivePersonは"Thomas Weisel Partners Internet 2004 Conference"でプレゼンテーションを実施した。
設立以来、LivePersonはロンドン、テルアビブ、メルボルン、サンフランシスコ、アトランタ、マンハイム、アムステルダム、ミラノ、パリ、東京、ベルリンにオフィスを展開している。

## 買収企業
| 時期       | 企業名             | 主要サービス                                                           | 参照   |
| ---------- | ------------------ | ---------------------------------------------------------------------- | ------ |
| 2000年10月 | HumanClick         | リアルタイムオンラインカスタマーサービスアプリケーション               | [ 5 ]  |
| 2006年7月  | Proficient Systems | プロアクティブなセールス増大ののためのオンラインチャットソリューション | [ 6 ]  |
| 2007年10月 | Kasamba Inc.       | チャットエキスパートの提供                                             | [ 7 ]  |
| 2010年4月  | NuConomy           | Web分析と最適化プラットフォーム                                        | [ 8 ]  |
| 2012年5月  | Amadesa            | 予測分析技術に特化したWebマーケティング                                | [ 9 ]  |
| 2012年6月  | Look.io, Inc.      | モバイルチャット                                                       | [ 10 ] |
| 2012年11月 | ENGAGE Pty Ltd.    | クラウドベースのカスタマーコンタクトソリューション                     | [ 11 ] |
| 2014年4月  | NextGraph          | デジタルエンゲージメントソリューション                                 | [ 12 ] |
| 2014年6月  | Synchronite        | Co-browsingとビデオチャット                                            | [ 13 ] |
| 2014年11月 | Contact At Once    | CtoBセールスコミュニケーションのプラットフォーム                       | [ 14 ] |

## 経営陣
- ロバート・ロカシオ, 創立者 兼 CEO
- ダニエル・マーフィー, CFO
- Eran Vanounou, CTO 兼 GM, テクノロジーオペレーションズ - イスラエル
- モニカ・グリーンバーグ, SVP, Business Affairs and General Counsel
- ダスティン・ディーン, EVP Sales and Customer Success

## 製品とサービス
- LiveEngage — 予測分析ターゲッティング技術を用いた、クラウドベースのカスタマーメッセージングシステム。Web、モバイル、SNS上で、企業と顧客のコミュニケーションを可能にする。[15]
- LP Insights — 顧客とのチャット履歴を構造化、あるいは非構造化データに変換し、改善活動に活用できるようにする。[16]

## 参照
1. ↑  “The establishment of our core values is one thing that we still refer back to each and every day. They are what define LivePerson.”.   Business Interviews. 2015年4月3日閲覧。
2. ↑  “LivePerson returns to IPO price -- 10 years later”, Marketwatch, (April 7, 2010)
3. ↑  “LivePerson dual lists on Tel Aviv Stock Exchange”, Reuters, (Mar 13, 2011)
4. ↑  “LivePerson to Present at the Thomas Weisel Partners Internet 2004 Conference” (2004年4月30日). 2013年7月12日閲覧。
5. ↑  “LivePerson Acquires HumanClick, Creating a Global Market Leader in Real-Time eCRM Solutions for Small and Mid-Sized Businesses”, Business Wire, (October 13, 2000)[リンク切れ]
6. ↑  “LivePerson buys live chat provider Proficient Systems in all-stock deal”, Internet Retailer, (July 19, 2006)
7. ↑  “Kasamba to be Acquired by LivePerson”, StartupIsrael.com, (2007-06-26),  オリジナルの2011年8月17日時点におけるアーカイブ。 2016年1月20日閲覧。
8. ↑  “LivePerson To Acquire Web Analytics Startup NuConomy For $3 Million”, TechCrunch, (Jan 25, 2010)
9. ↑  “Web analytics marketing co Amadesa acquired by LivePerson”, Globes, (May 16, 2012)
10. ↑  “Mobile Chat Platform Maker Look.io Acquired by LivePerson”, Pando.com, (June 12, 2012)
11. ↑  “LivePerson to Acquire Australia-based Customer Contact Solutions Provider”, bizjournals.com, (November 6, 2012)
12. ↑  “LivePerson Adds New Team of Data Science Experts to Enhance its Leadership in Intelligent Digital Engagement”. Yahoo Finance.   Yahoo. 2015年4月9日時点のオリジナルよりアーカイブ。2015年4月3日閲覧。
13. ↑  “LivePerson Looks to Better Engagement with Synchronite”. TMCnet.   TMCnet. 2015年4月3日閲覧。
14. ↑  “LivePerson Acquires Contact At Once! For $65M”. NoCamels News.   NoCamels News. 2015年4月3日閲覧。
15. ↑  “LiveEngage”. Launch Point.   Marketo. 2015年4月3日閲覧。
16. ↑  “LivePerson Launches LP Insights”. Destination CRM.   CRM Magazine. 2015年4月3日閲覧。